# Michel Fourniret
Michel Fourniret, född 4 april 1942 i Sedan i Ardennes, död 10 maj 2021 i Paris, var en fransk seriemördare. Från 1987 till 2001 ska han, enligt egen uppgift, ha kidnappat, våldtagit och mördat nio flickor. Han kallas emellanåt "Odjuret från Ardennerna" eller "Monstret från Ardennerna".
Fourniret greps i juni 2003 efter att ha försökt kidnappa den 14-åriga Marie-Ascension i Ciney i Belgien. År 2008 dömdes Fourniret till livstids fängelse för att ha bortfört och mördat sju flickor. Hans hustru Monique Olivier (född 1948) dömdes till livstids fängelse med möjlighet till frigivning efter 28 år. Offren, som var mellan 13 och 21 år gamla, sköts, ströps eller höggs till döds.

## Offer
| Namn                         | Försvunnen                            | Kroppen återfunnen                           |
| ---------------------------- | ------------------------------------- | -------------------------------------------- |
| Isabelle Laville (17)        | 11 december 1987 i Auxerre            | 11 juli 2006 i Bussy-en-Othe                 |
| Marie-Angèle Domece (19)     | 8 juli 1988 i Yonne                   | Kroppen hittades aldrig                      |
| Fabienne Leroy (20)          | 3 augusti 1988 i Châlons-en-Champagne | 4 augusti 1988 i Mourmelon-le-Grand          |
| Jeanne-Marie Desramault (21) | 18 mars 1989 i Charleville-Mézières   | 3 juli 2004 vid Château de Sautou i Donchery |
| Elisabeth Brichet (12)       | 20 december 1989 i Saint-Servais      | 3 juli 2004 vid Château de Sautou i Donchery |
| Joanna Parrish (20)          | 16-17 maj 1990 i Auxerre              | 17 maj 1990 i Moneteau                       |
| Natacha Danais (13)          | 21 november 1990 i Nantes             | 24 november 1990 i Brem-sur-Mer              |
| Céline Saison (18)           | 16 maj 2000 i Charleville-Mézières    | 16 augusti 2000 i Sugny                      |
| Mananya Thumpong (13)        | 5 maj 2001 i Sedan                    | 1 mars 2002 i Nollevaux                      |